# Giuseppe Fezzardi

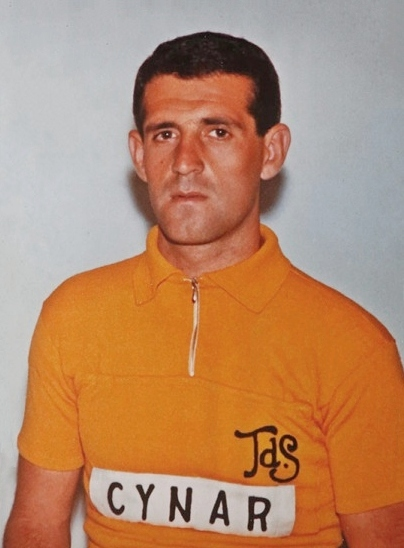
Giuseppe Fezzardi bei der Tour de Suisse 1963

Giuseppe Fezzardi (* 29. Dezember 1939, in Arcisate, Italien) ist ein ehemaliger Radsportler.

## Karriere
Giuseppe Fezzardi begann seine Profi-Karriere 1961 mit 21 Jahren. Im selben Jahr gewann er ein Rennen in Bordighera und wurde zweiter in der Gesamtwertung bei der Tour de Romandie. 1963 konnte er die Tour de Suisse für sich entscheiden. Sein Vorsprung auf den zweitplatzierten Rolf Maurer betrug 3:34 Minuten. Zwei Jahre später gelang der Sieg auf einem Teilstück der Tour de France. Den Giro del Ticino in der Schweiz gewann er 1966. 1972 beendete er seine Karriere.